# Poiana Mare
Poiana Mare község Dolj megyében, Munténiában, Romániában.

## Fekvése
A megyeszékhelytől, Craiovától, 85 km-re, Calafat városától pedig 12 km-re található.

## Látnivalók
- A kb. 15 km-re lévő Dunánál kialakított szabadstrandok.

## Gazdaság
A község lakossága zömében a mezőgazdaságban dolgozik. A településen van malom és pékség is.

## Külső hivatkozások
A település honlapja